# Hallelujah (Gali Atari e Milk & Honey)
Hallelujah (in ebraico הללויה‎?) è stata la canzone vincitrice dell'Eurovision Song Contest 1979, scritta da Kobi Oshrat e Shimrit Orr, e cantata, interamente in ebraico, da Gali Atari insieme al gruppo musicale Milk & Honey, in rappresentanza di Israele.
Il 1979 fu l'anno della seconda vittoria di seguito per Israele, e, per la quarta occasione, il paese ospitante la manifestazione vinse l'edizione.

## Storia
Israele non avrebbe potuto ospitare l'evento, né avrebbe potuto prendervi parte, per l'importantissima ricorrenza annuale dello Yom HaZikaron, che cadeva proprio durante l'Eurovision di quell'anno: i festeggiamenti legati alla vittoria del paese, infatti, si scontrarono fortemente con l'atmosfera cupa delle cerimonie commemorative in nome delle numerose vittime di guerra o di quelle causate dal terrorismo.
Il brano è considerato un classico del Concorso, dovuto, in non piccola parte, alla performance unica, in cui Atari e i suoi coristi entrarono in scena uno alla volta, piuttosto che tutte insieme.
Fu eseguito anche alla fine dell'Eurovision Song Contest 1999 (tenutosi nuovamente a Gerusalemme) da tutti i concorrenti come un omaggio alle vittime delle guerre nei Balcani. È diventata anche una sorta di standard in ebraico moderno, riconosciuto anche da molti nordamericani che potrebbero non aver mai sentito parlare di Eurovision Song Contest.

## Eurovision Song Contest 1979
La canzone fu eseguita per decima nella serata, a seguito della Germania Ovest (con i Dschinghis Khan) e prima della Francia (con la rientrante in gara Anne-Marie David - già vincitrice dell'edizione 1973).
Alla fine della votazione ricevette ben 125 punti, trionfando sui diciannove partecipanti totali.
L'edizione fu una delle più eccitanti, in particolare durante il tele voto. La Spagna, rappresentata da Betty Missiego, si trovava in testa rispetto a Israele fino alla penultima giuria votante. Ironia della sorte, l'ultima giuria a dover annunciare i propri voti fu proprio quella spagnola, che non poté dare alcun voto al proprio paese, che totalizzò 116 punti, ma che regalò la vittoria ad "Hallelujah".
Questo fu uno dei casi più incredibili nella storia della manifestazione, in cui il vincitore fu annunciato proprio alla fine.

## Classifica europea
| Classifica (1979) | Posizione |
| ----------------- | --------- |
| Finlandia         | 1         |
| Irlanda           | 1         |
| Norvegia          | 1         |
| Svezia            | 1         |
| Svizzera          | 2         |
| Belgio            | 4         |
| Regno Unito       | 5         |
| Paesi Bassi       | 6         |
| Germania Ovest    | 11        |
| Austria           | 15        |
| Spagna            | 22        |